# ثكنة يوسف رحمة
ثكنة يوسف رحمة أو قاعدة يوسف رحمة العسكرية (بالإنجليزية: Youssef Rahmeh military base)‏ هي قاعدة عسكرية تابعة للجيش اللبناني وتقع تحت سلطة القيادة الإقليمية الشمالية (قاعدة بهجت غانم العسكرية). تأسست القاعدة العسكرية في 01 مايو عام 1980، وهي مقر مدرسة التزلج والقتال في الجبال، الواقعة في منطقة أرز الرب بالقرب من بشري. مهمة الثكنة الأساسية، الدفاع عن المنشآت العسكرية في ثكنة يوسف رحمة الأرز ضد أي اعتداء، وتأمين احتياط القيادة والمساندة للقوى المنتشرة عملانياً عند الاقتضاء. بالإضافة إلى تأمين التغذية والمحروقات للقطع المتمركزة ضمن قطاع الموقع وتنفيذ عمليات الإغاثة والإنقاذ.
تضم 50 غرفة نوم للعسكريين ومطعم واحد، بالإضافة إلى نادي ضباط للضباط العسكريين اللبنانيين وعائلاتهم.

## المهام
- الدفاع عن جميع المنشآت الموجودة في قاعدة يوسف رحمة العسكرية وتزويد القوات المنتشرة بالاحتياطي على الأرض.
- توريد المواد الغذائية ومواد التشحيم وإجراء عمليات البحث والإنقاذ.
- إنجاز جميع المهام المطلوبة للحفاظ على منطقة غابات أرز الرب، مع خطط مستقبلية لزراعة 10452 شجرة أرز في الغابة المحيطة بالقاعدة.
- الإنقاذ، خلال فترات التأهب الشديد، وقع الناس في عواصف ثلجية.